# 光叶林石草
光叶林石草（学名：Waldsteinia ternata var. glabriuscula）为蔷薇科林石草属下的一个变种。

## 扩展阅读
- 維基物種上的相關：光叶林石草